# Jaume Culleré i Calvís
Jaume Culleré i Calvís (Saragossa, 1938 - Mollerussa, 6 de setembre de 2016) fou un polític català, primer president de la Diputació de Lleida després del franquisme.
Era fill de Jaume Culleré Maspons, alcalde de Mollerussa entre el 1939 i el 1947. Es llicencià en dret a la Universitat de Barcelona el 1960 i fou membre del Col·legi d'Advocats de Lleida. Militant de la Unió del Centre Democràtic, a les eleccions municipals espanyoles de 1979 fou escollit regidor de l'ajuntament de Mollerussa i diputats provincial. Fou escollit president de la Diputació Provincial de Lleida de 1979 a 1983. Durant el seu mandat va augmentar els ingressos de la diputació amb la creació d'un cànon elèctric. Alhora, va inicià el traspàs de competències a la Generalitat de Catalunya presidida encara per Josep Tarradellas i Joan.
Després de l'ensulsiada de la UCD ingressà al Partit Demòcrata Popular (PDP), amb el qual fou escollit novament regidor a l'ajuntament de Mollerussa a les eleccions municipals espanyoles de 1983. Quan es va dissoldre el PDP abandonà la política activa. Entre el 1989 i el 1993 va presidir la comunitat general de regants del Canal d'Urgell i membre de la junta de govern de la Confederació Hidrogràfica de l'Ebre. Durant el seu mandat es van aprovar i executar les obres de l'embassament de Rialb.